# Ajem-Turco
Ajem-Turco ("Persa turco") se utiliza para referirse a una lengua túrquica hablada en Irán entre los siglos xv y xviii. El idioma azerí moderno desciende de este idioma.

## Otras lecturas
- Johanson, Lars (2020). «Restricted Access Isfahan – Moscow – Uppsala. On Some Middle Azeri Manuscripts and the Stations Along Their Journey to Uppsala».  En Csató, Éva Á.; Gren-Eklund, Gunilla; Johanson, Lars et al., eds. Turcologica Upsaliensia: An Illustrated Collection of Essays. Brill. pp. 167-179. ISBN 978-9004435704.

- Datos: Q110812703